# ويليام تريمبلي
ويليام تريمبلي هو سياسي كندي، ولد في 14 أبريل 1984 في ماسكوش، كيبك في كندا. نشط حزبياً في الحزب الكيبيكي. وقد انتخب عمدة وانتخب عضو الجمعية الوطنية في كيبك ‏.